# جيريمي كيرل
جيريمي كيرل (بالإنجليزية: Jeremy Curl)‏ هو مستكشف أيرلندي، ولد في 13 مارس 1982 في طوكيو في اليابان.